# Stefania Zanussi
Stefania Zanussi (Codroipo, 6 novembre 1965) è un'ex cestista e dirigente sportiva italiana.
Attualmente ricopre il ruolo di dirigente accompagnatrice della Juvenilia Reggio Emilia, squadra di serie A2 femminile di pallacanestro, lo stesso club con il quale ha chiuso una ultraventennale carriera in serie A, partita da Codroipo e passata per Faenza, Schio e Udine.

## Carriera
Ha vinto con la Famila Schio la Coppa Italia 1996.
Con la Nazionale ha partecipato alle Olimpiadi di Atlanta del 1996.